# Nortrup
Nortrup è un comune di 2.973 abitanti della Bassa Sassonia, in Germania.
Appartiene al circondario (Landkreis) di Osnabrück (targa OS) ed è parte della comunità amministrativa (Samtgemeinde) di Artland.